# Sučany (przystanek kolejowy)
Sučany – przystanek kolejowy znajdujący się we wsi Sučany w kraju żylińskim na linii kolejowej nr 180 na Słowacji.